# تيم باور
تيم باور (بالألمانية: Tim Bauer)‏ (16 يناير 1985 مانهايم ألمانيا - ) هو لاعب كرة قدم ألماني يلعب كمدافع.

## روابط خارجية
- تيم باور على موقع قاعدة بيانات كرة القدم.إي يو (الإنجليزية)
- تيم باور على موقع بيانات كرة القدم. دي إي (الألمانية)
- تيم باور على موقع عالم كرة القدم.نت (الإنجليزية)